# David Clinger
Pour les articles homonymes, voir Clinger.
David Clinger, né le 22 novembre 1977 à Los Angeles, est un coureur cycliste américain.

## Biographie
David Clinger  est équipier de Jonathan Vaughters et Levi Leipheimer lors de ses débuts professionnels au sein de l'équipe Comptel en 1997, à 19 ans.
Puis il participe aux débuts de l'équipe Mercury. En 1999, il remporte le Tour de Toona et une étape du Tour de Beauce. En 2000, il est engagé par l'équipe Festina où il est équipier de Joseba Beloki et de Christophe Moreau. En 2001, il remporte la Prueba Villafranca de Ordizia. À la disparition de l'équipe Festina, il rejoint 
US Postal Service. Il court ensuite chez Prime Alliance, Domina Vacanze, Webcor Builders. Sans équipe en 2006, il est recruté par Rock Racing en 2007. En 2008, il court en élite 2 sur le circuit national américain.
Il a la particularité d'avoir un tatouage sur l'ensemble du visage. Ce tatouage est inspiré de peinture de guerre amérindienne.
Il est contrôle positif à la testostérone le 30 juin 2009 lors des championnats des États-Unis élite amateur. Il est suspendu deux ans à compter du 3 septembre 2009.
Le 12 août 2011, durant sa période de suspension, il est suspendu à vie par l'Agence américaine antidopage (USADA) pour un autre contrôle hors-course positif au clenbuterol.

## Palmarès
- 1998
  - 1re et 2e étapes du Tour de Toona
  - 3e de la Nevada City Classic
  - 3e de la Cascade Classic
  - 3e du Hotter'N Hell Hundred
- 1999
  - 4e étape de la Cascade Classic
  - Prologue de la Coors Classic
  - Tour de Toona :
    - Classement général
    - Prologue

  - 1re étape de la Redlands Bicycle Classic
  - 4eb étape du Tour de Beauce
  - 2e de la Wilmington Classic
  - 2e de la Nevada City Classic
  - 3e de la Cascade Classic
- 2000
  - 4e étape du Tour de Galice
  - 2e du Mémorial Manuel Galera
- 2001
  - Prueba Villafranca de Ordizia
- 2002
  - 1re étape du Tour de Catalogne (contre-la-montre par équipes)
  - First Union Invitational
- 2003
  - 5e étape du Tour de Géorgie
  - Tour du Connecticut :
    - Classement général
    - 2e étape

  - 1re et 5e étape de la Cascade Classic
  - 3e du championnat des États-Unis sur route
- 2005
  - 3e de l'Univest Grand Prix
- 2008
  - 3e de la Sea Otter Classic

## Résultats sur les grands tours

### Tour d'Espagne
- 2000 : 71e

## Classements mondiaux
| Année            | 2005 |
| ---------------- | ---- |
| UCI America Tour | 366e |